# Upādāna
Upādāna (sanskrit (IAST), pâli ; japonais : shu), signifie attachement ou appropriation. Il s'agit de la tendance à vouloir se compléter afin de durer (de se prolonger) ; cette tendance assume l’objet et s'y attache.
Selon la doctrine de la coproduction conditionnée, l'attachement est conditionné par la soif, ou désir, taṇhā, et conditionne à son tour le devenir, bhava.
Les constituants d'une personne sont nommés upādāna-skhandha, « agrégats d'attachement », ou selon le Visuddhimagga, « les cinq groupes d'existence qui constituent les objets de l'attachement »

## Analyse
Selon Buddhaghosa, upādāna est une intensification de taṇhā. Mais l'analyse de ces deux maillons (nidāna) de l'interdépendance semble les distinguer.
Quatre attachements sont distingués par le Dhammasangani :
- Attachement sensuel, kāma-upādāna
- Attachement aux conceptions erronées, diṭṭhi-upādāna
- Attachement aux rituels, sīlabbata-upādāna
- La croyance en la personnalité, attavāda-upādāna

L'attachement sensuel semble recouvrir le concept de soif sensorielle, kāmatṛṣna ; les trois autres attachement correspondent quant à eux à trois des dix liens, samyojana.
Les êtres durent grâce aux aliments psychiques et aux tendances.
Le Canon pâli décrit l'attachement comme une manière d'"absorption"  de ces "aliments" que sont le domaine du sensoriel et du spéculatif, c'est-à-dire la croyance en la vertu des pratiques ascétiques, en l'existence d'un moi et en la possibilité d'une délivrance grâce à un système philosophique.